# Ante Miročević
Ante Miročević, cirill betűkkel Анте Мирочевић (Titograd, 1952. augusztus 6. –) jugoszláv válogatott montenegrói labdarúgó, középpályás, olimpikon.

## Pályafutása

### Klubcsapatban
1975 és 1980 között a Budućnost, 1980 és 1983 között az angol Sheffield Wednesday labdarúgója volt. 1983–84-ben a Budućnost csapatában fejezte be az aktív labdarúgást.

### A válogatottban
1978 és 1980 között hat alkalommal szerepelt a jugoszláv A-válogatottban és két gólt szerzett. 1979–80-ban nyolc alkalommal szerepelt a jugoszláv olimpiai válogatottban és két gólt szerzett. Az 1980-as moszkvai olimpián negyedik lett a csapattal.

## Sikerei, díjai
- Olimpiai játékok
  - 4.: 1980, Moszkva

## Statisztika

### Mérkőzései a jugoszláv válogatottban
| Jugoszlávia | Jugoszlávia        | Jugoszlávia                    | Jugoszlávia | Jugoszlávia | Jugoszlávia   | Jugoszlávia  | Jugoszlávia | Jugoszlávia |
| #           | Dátum              | Helyszín                       | Hazai       | Eredmény    | Vendég        | Kiírás       | Gólok       | Esemény     |
| ----------- | ------------------ | ------------------------------ | ----------- | ----------- | ------------- | ------------ | ----------- | ----------- |
| 1.          | 1978. november 15. | Szkopje, Stadion Gradski Park  | Jugoszlávia | 4 – 1       | Görögország   | Balkán-kupa  | -           | 46'         |
| 2.          | 1979. április 1.   | Nicosia, Makário Stadion       | Ciprus      | 0 – 3       | Jugoszlávia   | Eb-selejtező | -           | 83'         |
| 3.          | 1979. június 13.   | Zágráb, Maksimir Stadion       | Jugoszlávia | 4 – 1       | Olaszország   | barátságos   | -           | 78'         |
| 4.          | 1980. március 22.  | Szarajevó, Stadion Koševo      | Jugoszlávia | 2 – 1       | Uruguay       | barátságos   | -           | 46'         |
| 5.          | 1980. március 30.  | Belgrád, Omladinski Stadion    | Jugoszlávia | 2 – 0       | Románia       | Balkán-kupa  | -           |             |
| 6.          | 1980. április 26.  | Borovo Naselje, Városi Stadion | Jugoszlávia | 2 – 1       | Lengyelország | barátságos   | 2           | 34' 68'     |
|             | Összesen           |                                |             | 6           | mérkőzés      |              | 2           | gól         |